# Гавриїл Букатко
Гавриїл Букатко (хорв. Gabrijel Bukatko; 27 січня 1913, Доні Андрієвці, нині Бродсько-Посавська жупанія, Славонія, Хорватія ― 19 жовтня 1981, Вербас, нині Воєводина, Сербія) ― хорватський греко-католицький єпископ Крижевецької єпархії, архієпископ римо-католицької архієпархії Белграду в 1964—1981 роках.

## Життєпис
Народився в Югославії в сім'ї Діонісія і Юлії Букатків. Навчався в гімназіях у Славонському Броді та м. Високе (Боснія). Богословські студії закінчив у Папському Урбаніанському університеті в Римі як студент Української папської колегії св. Йосафата (1933—1940). 7 червня 1940 року захистив докторську дисертацію на тему: «De redemption. Doctrina metropolitae Antonii Khrapovickij (1863—1936)».
Священиче рукоположення прийняв у Римі з рук Крижевицького єпископа Діонісія Няраді 2 квітня 1939 року. Після студій був священиком у Руському Керестурі і Крижевцях (ректор катедри в 1941—1950).
23 лютого 1952 року призначений апостольським адміністратором Крижевецької єпархії і титулярним єпископом Северіани. Єпископську хіротонію уділили 27 квітня 1952 року в Загребі югославські єпископи: архієпископ Белграду Йосіп Уйчіч, єпископ-помічник Загреба Йосіп Лах та єпископ Джаково Степан Баверлейн.
Упродовж 1960—1961 років був єпископом-ординарієм Крижевецької єпархії. 2 березня 1961 призначений єпископом-коад'ютором Белградської римо-католицької архієпархії і титулярним архієпископом Моціссус (нині Киршехір в Туреччині), а 4 квітня того ж року йому надано уряд адміністратора Крижевецької греко-католицької єпархії. Після смерті тодішнього архієпископа Белградського Йосіпа Уйчіча (24 березня 1964) Букатко як коад'ютор успадкував архієпископську катедру та апостольську адміністратуру Югославського Банату (Воєводина).
Гавриїл Букатко чимало зробив для зміцнення Греко-Католицької Церкви в Югославії, відкрив низку нових руських парафій, заснував духовні центри в Карловцях і Славонському Броді. Сприяв культурно-національному й релігійному розвитку українців і русинів Югославії, підтримував здібну учнівську молодь, у тяжкі комуністичні часи розбудовував церковно-релігійне життя серед українсько-руських громад.
Був учасником чотирьох сесій Другого Ватиканського собору як член соборових комісій: Комісії Апостоляту Мирян та Комісії Східних Церков (також як другий заступник голови цієї комісії).
Помер 19 жовтня 1981 року у Вербасі. Похований в Руському Керестурі.